# Nicolae Coval
Nicolae Coval (în rusă Николай Григорьевич Коваль; n. 19 decembrie 1904 – d. 15 ianuarie 1970) a fost un om de stat sovietic moldovean, care a îndeplinit funcțiile de președinte al Sovietului Comisarilor Poporului din RSS Moldovenească (1945–1946) și de prim-secretar al Partidului Comunist din RSS Moldovenească (1946–50).

## Biografie
Nicolae Coval s-a născut la data de 19 decembrie 1904 în orașul Camenca, (acum în Transnistria, Republica Moldova. Nicolae Coval a devenit membru al PCUS din 1939. În perioada 1940 - 1945, el a îndeplinit funcția de comisar al poporului pentru agricultură al RSSM. La Congresele I – IV, X – XII ale Partidului Comunist din RSSM a fost ales membru al Comitetului Central. De asemenea, a îndeplinit și funcțiile de deputat al Sovietului Suprem al RSSM (în legislaturile 1, 2, 6 și 7) și deputat al Sovietului Suprem al URSS (în legislaturile 1-3).
În perioada 19 aprilie 1945 – 5 ianuarie 1946, Nicolae Coval a îndeplinit funcția de președinte al Sovietului Comisarilor Poporului din RSS Moldovenească. La data de 5 ianuarie 1946 Nicolai Coval a fost numit în funcția de prim-secretar al Partidului Comunist din RSS Moldovenească, deținând această funcție până la 3 noiembrie 1950. În intervalele 1945–50 și 1962, a îndeplinit funcția de membru al Biroului CC al PCM.
La data de 17 martie 1949, liderii comuniști de la Chișinau, (Nicolae Coval și Gherasim Rudi), împreună cu reprezentantul pentru RSSM al Comitetului Central al PCUS, V. Ivanov, adresează lui I.V. Stalin “Rugămintea de a permite să fie deportați din republică culacii și alte elemente antisovietice”.
După câteva luni, când deportările au avut loc, cu prilejul Plenarei a III-a a CC al PC din RSS Moldovenească din 1-2 decembrie 1949, liderul comuniștilor de la Chișinău, Nicolai Coval, a raportat cu mândrie despre „strălucita victorie” obținută în lupta pentru lichidarea chiaburilor români/basarabeni ca clasă și deportarea lor : „O mare importanță în colectivizarea reușită a agriculturii a avut-o trecerea de la politica de limitare la politica de lichidare a chiaburimii ca clasă și efectuarea în legătură cu aceasta a deportării peste hotarele republicii a unei părți considerabile a chiaburimii și a altor elemente ostile”.
Între anii 1951-1967 a ocupat diverse posturi de conducere în organele sovietice politice și economice, cum ar fi cele de președinte al Gosplanului RSSM (1960-1967) și locțiitor al președintelui Sovietului de Miniștri al RSSM  - funcție echivalentă cu cea de viceprim-ministru (1965-1967). În anul 1967, a ieșit la pensie.
Nicolae Coval a încetat din viață la data de 15 ianuarie 1970, în municipiul Chișinău. Activitatea politică a fostului lider sovietic în RSSM este descrisă în cartea

## Distincții
În semn de prețuire a meritelor sale la organizarea RSSM, lui Nicolae Coval i s-au acordat următoarele distincții:
- 2 Ordine Lenin
- 3 Ordine Drapelul Roșu de Muncă.